# Саудівські Соколи
«Саудівські соколи» (араб. السعودية الصقور, Aṣ-Ṣuqūr as-Suʿūdīyah) — офіційна пілотажна група Королівських ВПС Саудівської Аравії, що виступає на реактивних навчально-тренувальних літаках BAE Hawk Mk.65 і 65A.
88-а ескадрилья Королівських ВПС Саудівської Аравії була заснована 12 червня 1997 року генералом Абдулазізом Хенайді (начальник штабу ВПС) за підтримки принца Султана Абдул-Азіза (міністр оборони та авіації) на авіабазі ім. Короля Абдулазіза (Дахран). Перший виступ команди відбувся в січні 1999 року в Ер-Ріяді, столиці Саудівської Аравії під час святкування 100-річчя Саудівської Аравії. 6 серпня 1998 року ескадрилья отримала від принца Султана бін Абдул-Азіза офіційну назву «Саудівські соколи» .
16 лютого 2000 року команду було переведено на авіабазу ім. Короля Фейсала (Табук) на північному заході Саудівської Аравії. Того ж дня «Саудівські соколи» вперше виступили за кордоном на святкуванні Дня сил оборони Бахрейна. У 2004 і 2005 роках вона два роки поспіль займала перше місце на світових чемпіонатах авіашоу в Аль-Айні .
З червня 2002 року команда протягом чотирьох місяців гастролювала по королівству Саудівська Аравія і виступала на цивільних і військових шоу. Перший показ в Європі відбувся на AirPower 2011 у Цельтвегу, Австрія. В Великій Британії група вперше виступила у липні 2011 року на Royal International Air Tattoo на RAF Fairford (першого дня виступ було скасовано через погану погоду, але він відбувся наступного дня) .
6 вересня 2015 року група виступила перед 450 000 глядачами на авіашоу, присвяченому 55-річчю демонстраційної групи Frecce Tricolori на авіабазі Ріволто, Італія .
Червень 2014 року — виступ на Kavala AirSea Show в Кавалі, Греція.
Вересень 2017 року — Дні НАТО в Остраві, Чехія. Через погану погоду виступ під час самого заходу не відбувся, але був проведений при його завершенні .
Січень 2018 — виступ на першому проведенні Kuwait Aviation Show у Кувейті .
Липень 2023 — британські авіашоу RAF Families Evening і Royal International Air Tattoo .

## Галерея

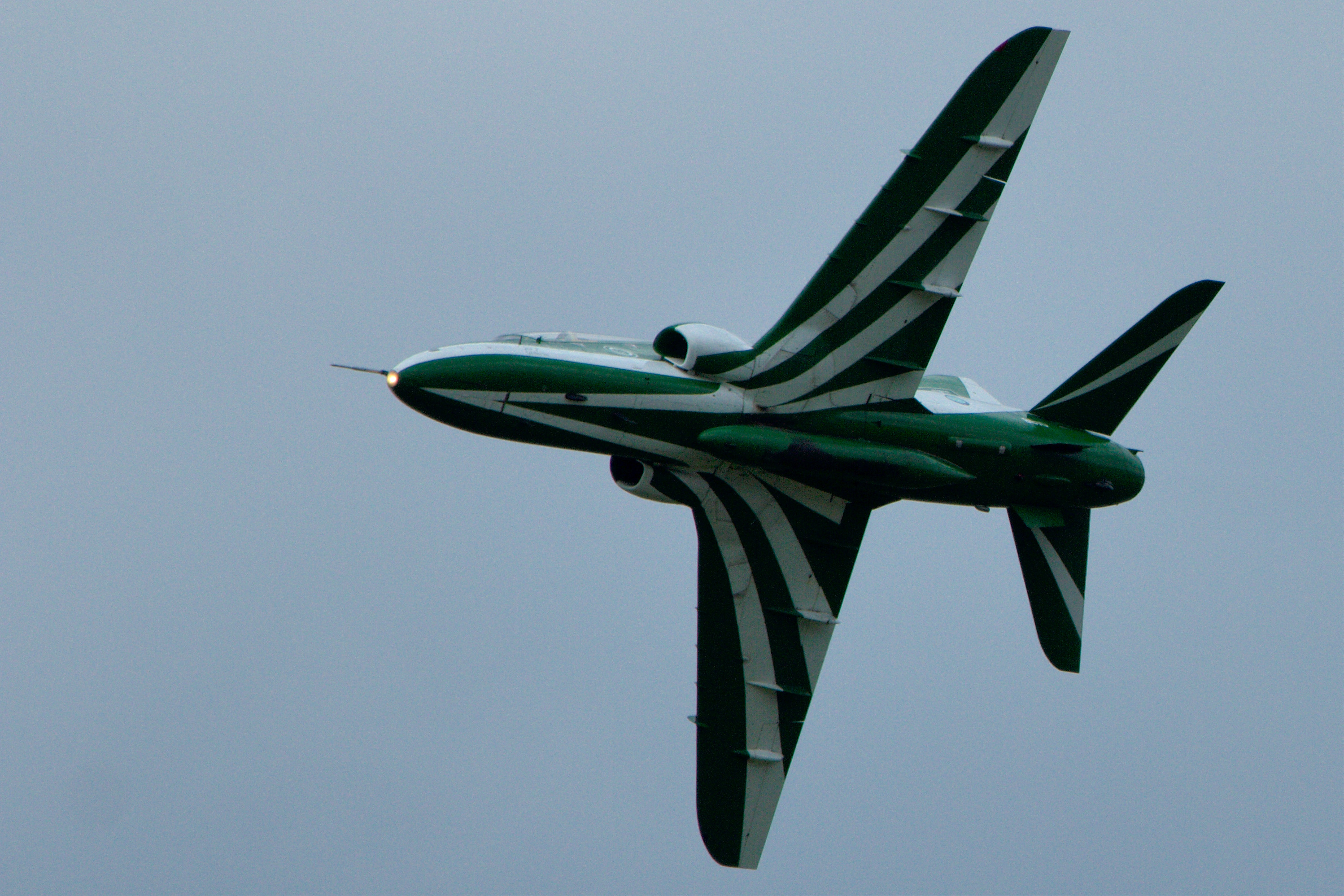
Один з літаків ескадрильї.
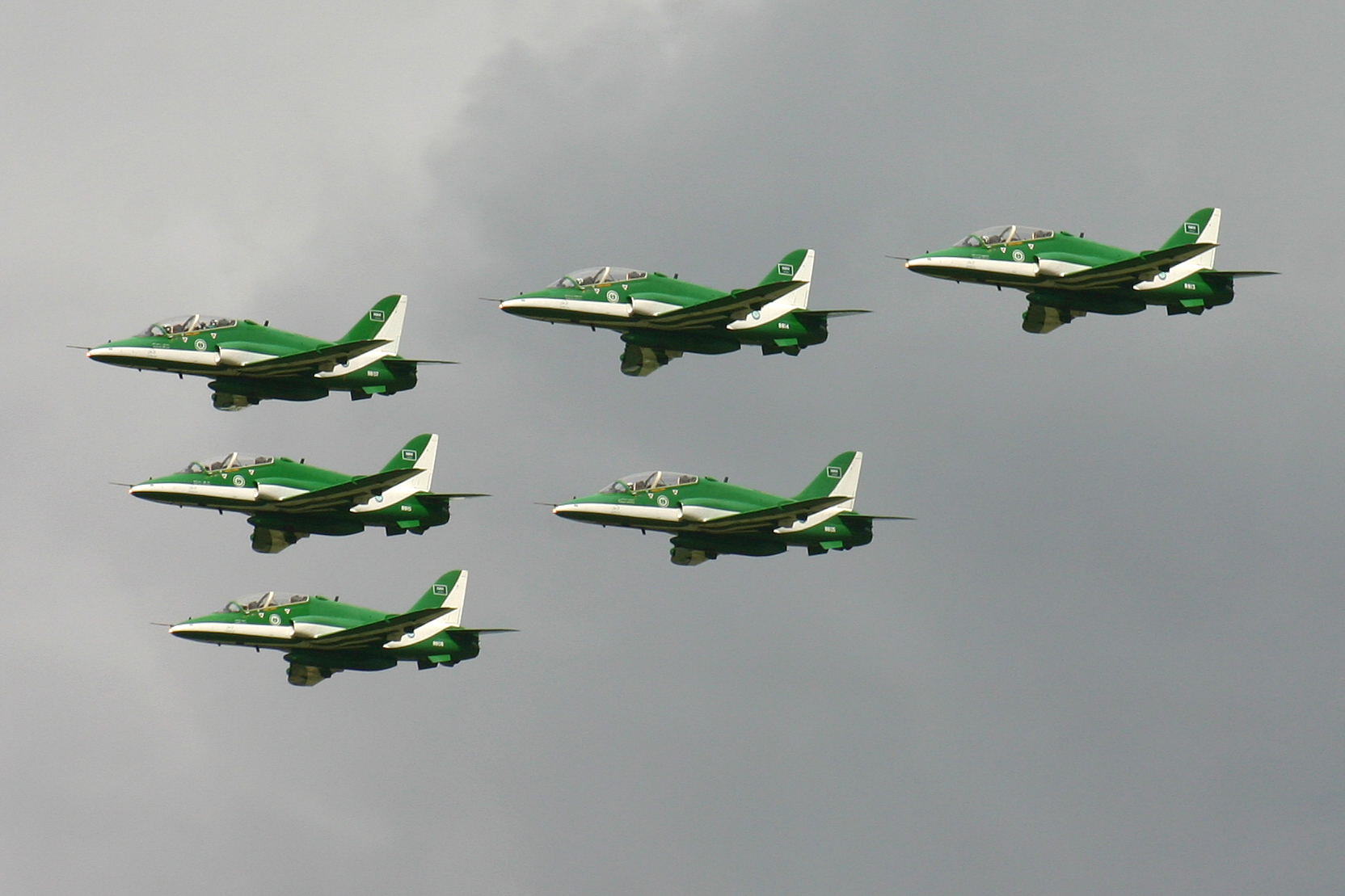
Авіабаза Коксейде, Бельгія. Авіашоу в 2011 році.
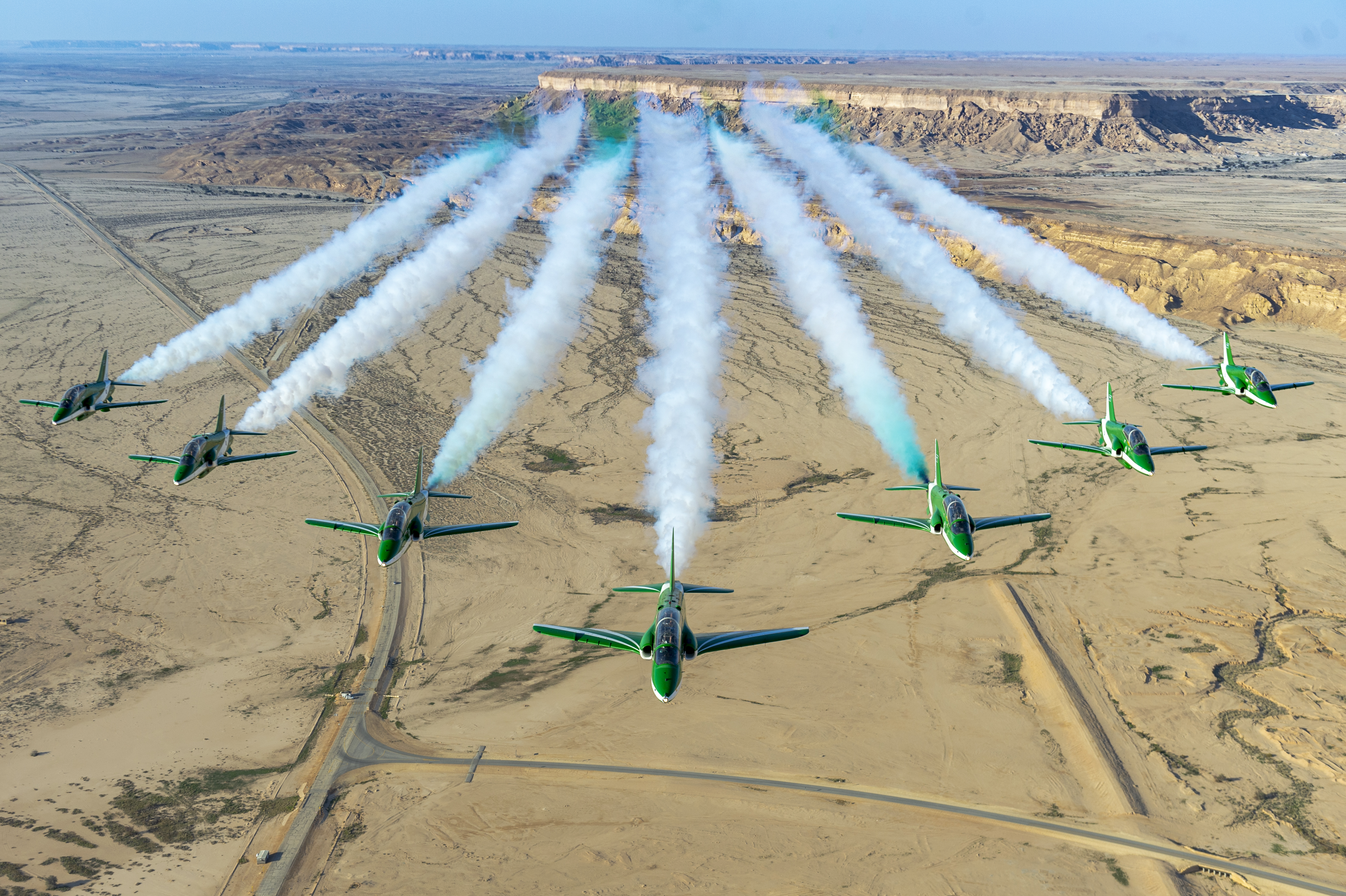
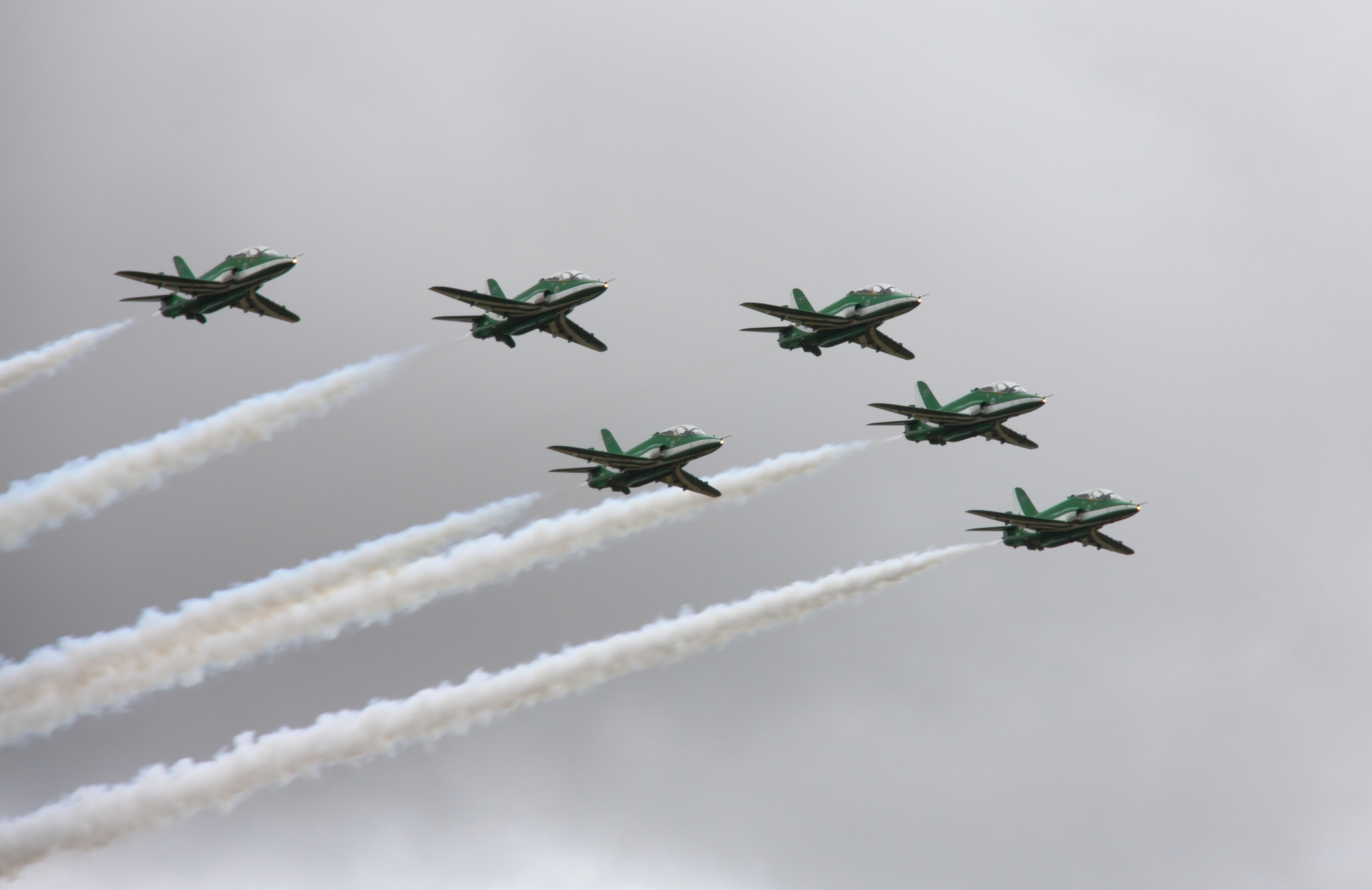
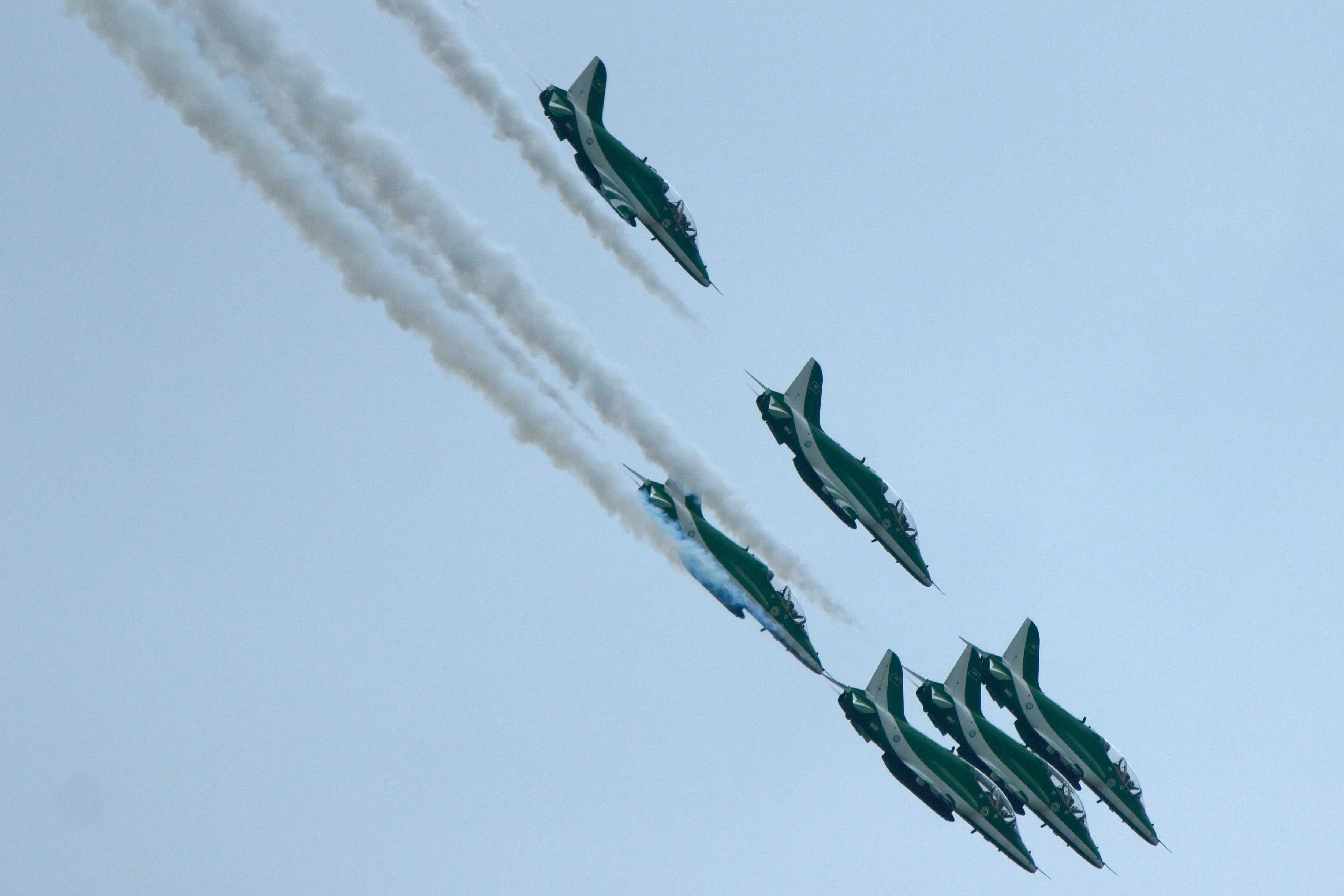
AirPower 2011